# Grotte Celoni

Grotte Celoni is een metrostation in het stadsdeel van de Italiaanse hoofdstad Rome. Het station werd geopend op 2 juni 1916 en wordt bediend door lijn C van de metro van Rome.

## Geschiedenis
Het station werd op 2 juni 1916 onder de naam Grotta Celona geopend als onderdeel van de enkelsporige smalspoorlijn Rome-Fiuggi-Frosinone. Op het emplacement van Grotta Celona konden de sneltrams uit tegengestelde richtingen elkaar passeren en zes sporen waren beschikbaar voor trams uit Rome die hier hun eindpunt hadden. In 1940 was de spoorverdubbeling aan de stadszijde gereed zodat het wachten op tegenliggers alleen nog aan de orde was voor de verdere rit naar het oosten. Het stationsgebouw werd in 1976 gesloten voor publiek, toen werden drie sporen gebruikt voor de sneltrams richting het oosten, twee sporen waren beschikbaar voor sneltrams richting het centrum. In 1984 werd de lijn ten oosten van Pantano tijdens noodweer weggespoeld en twee jaar later werd besloten om niet tot herstel over te gaan zodat Pantano eindpunt werd. Op 20 juli 1996 werd het traject ten oosten van Grotte Celoni gesloten voor de ombouw tot premetro, hierbij werd tevens begonnen aan de overkapping van het station. Op 26 augustus 1999 werd het deel aan de westkant van Grotte Celoni gesloten in verband met groot onderhoud waarop ook de dienstruimtes in het stationsgebouw werden gesloten. Dit deel werd op 2 oktober 2005 heropend, terwijl het oostelijke deel volgde op 1 maart 2006 waarmee de premetro dienst van start ging. In de periode 1999 – 2005 werd naast het oude stationsgebouw een nieuw stationsgebouw opgetrokken, vijf sporen met perrons werden volgens metro standaard herbouwd en kwamen dieper te liggen dan de sporen van de smalspoorlijn.   

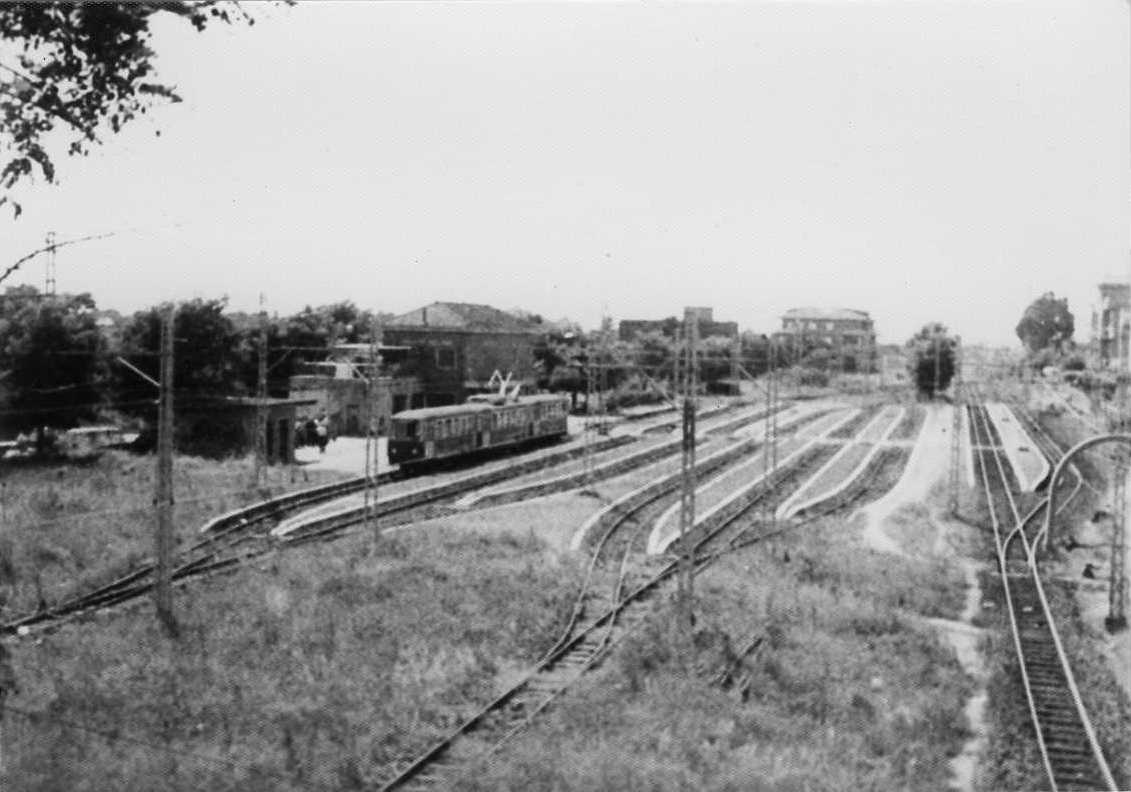
Het emplacement in de jaren 70, rechts de doorgaande lijn die overgaat in enkelspoor aan de oostzijde.
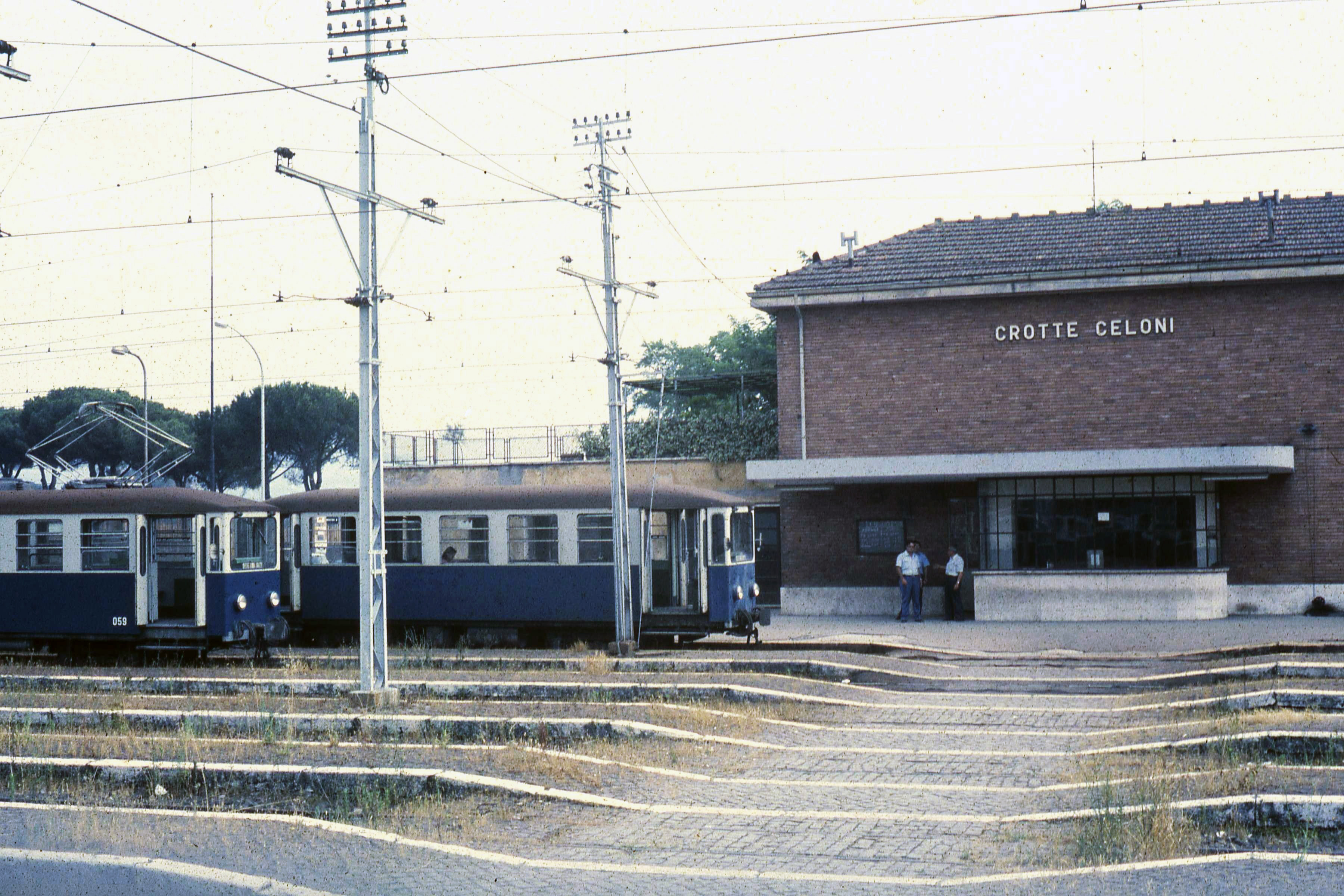
Het station in 1979
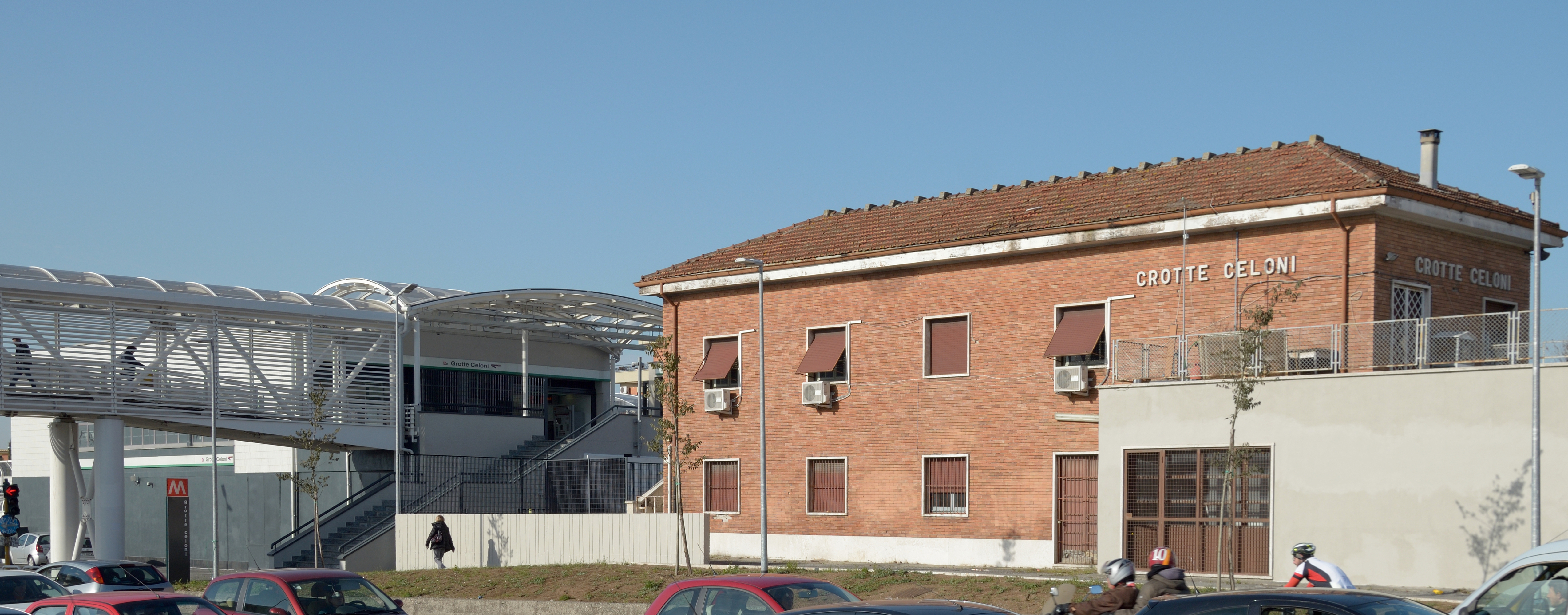
Oud en nieuw langs de Via Casilina

## Metro
Hoewel het hele traject buiten de ringweg van Rome (GRA) was omgebouwd tot premetro werd de lijn op 7 juli 2008 gesloten voor de ombouw tot metro. Aanvankelijk zou alleen de aanpassing van de spoorwijdte genoeg zijn om met metro's te kunnen rijden omdat de Romeinse metro net als de sneltram gebruikt maakt van bovenleiding. In 2004 was echter besloten om de nieuwe lijn met automatische metro's te exploiteren zodat er zowel voor de aansturing als de stations veel meer veranderd moest worden, met name het aanbrengen van perrondeuren langs de perrons. De ombouw zou vier jaar duren, maar zelfs de uitgestelde opening op 11 oktober 2014 werd niet gehaald. Op 9 november 2014 werd het eerste deel van lijn C geopend.

## Ligging en inrichting
De verdeelhal van het station ligt op de eerste verdieping van het nieuwe stationsgebouw en is toegankelijk vanaf een loopbrug tussen de wijken aan de noordkant van het station en het busstation aan de zuidkant van de via Casilina. Een loopbrug achter de poortjes verbindt de verdeelhal met de perrons. In de reguliere dienst worden alleen spoor 2, richting centrum, en spoor 5, richting Pantano, gebruikt. Spoor 1 heeft een dienstperron zonder perrondeuren en wordt alleen gebruikt door metropersoneel. De sporen 3 en 4 tussen de eilandperrons worden zelden gebruikt maar kunnen ingezet worden voor metrodiensten die hier eindigen of beginnen. 